# Borda de Cotura
La Borda de Cotura és una borda del terme municipal de Conca de Dalt, dins de l'antic terme d'Aramunt, pertanyent al poble d'Aramunt, però a tocar del que fou límit amb el d'Hortoneda de la Conca.
Està situada al sud-sud-oest de Pessonada, a la partida de Llagunes, a la dreta de la llau de Cotura. Queda allunyada a llevant d'Aramunt.